# Beleg van Jeruzalem (1099)

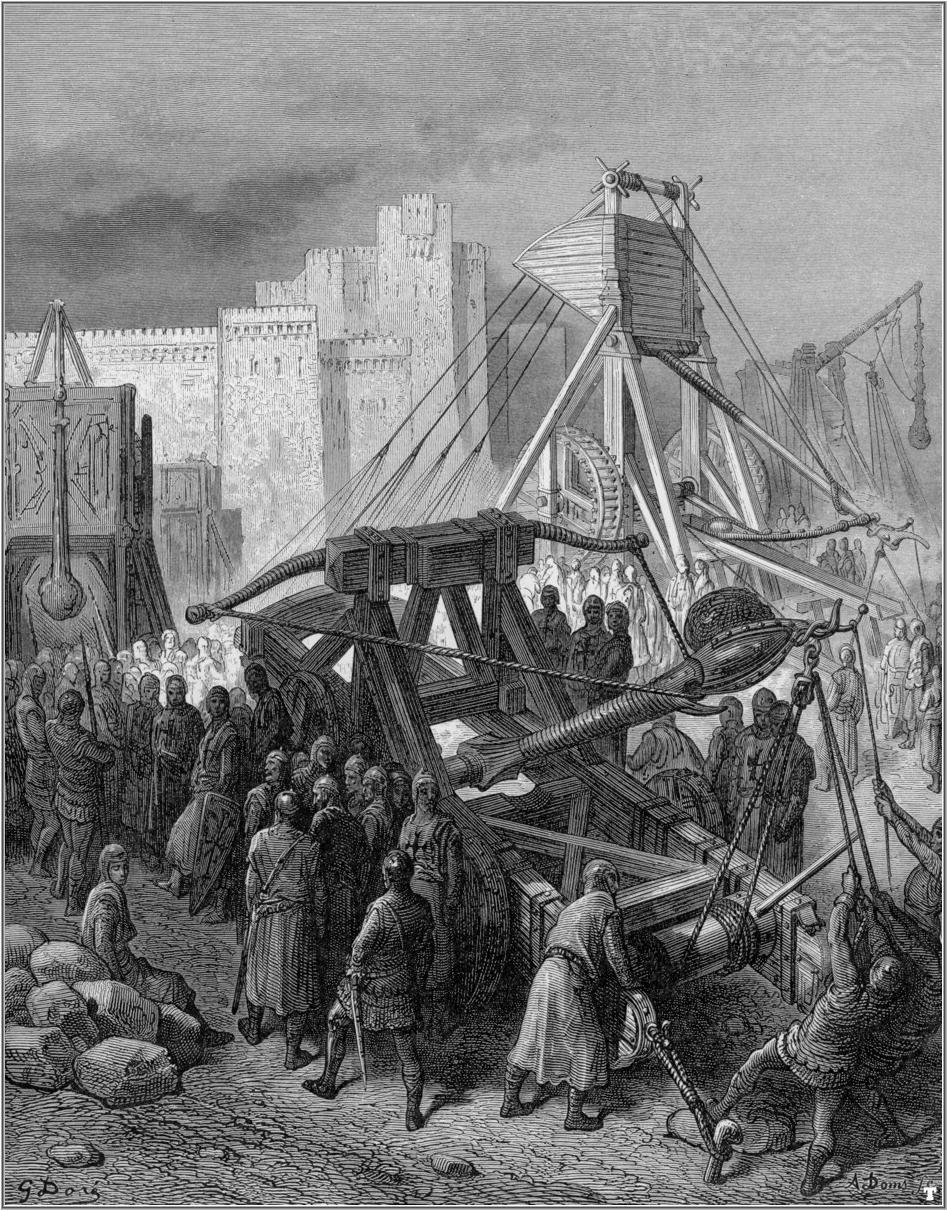
Katapultaanval op Jeruzalem

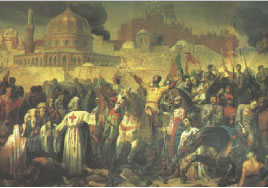
Het zegevieren van de overwinning van Jeruzalem

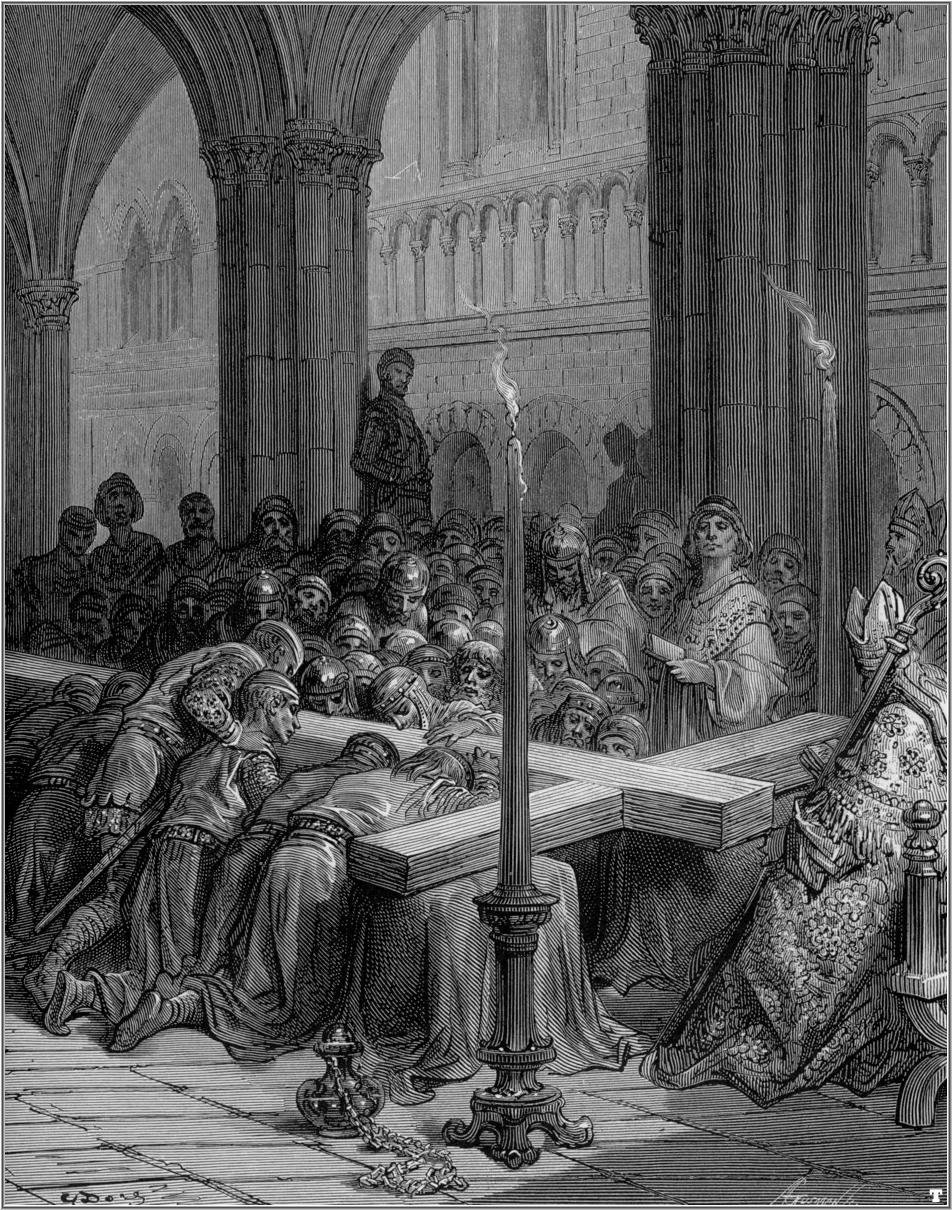
De terugvondst van het kruis

Het Beleg van Jeruzalem vond plaats tussen 7 juni en 15 juli 1099, tijdens de Eerste Kruistocht. Het was het hoofddoel van de Eerste Kruistocht. Het succesvolle beleg werd afgesloten door de verovering van Jeruzalem door de kruisvaarders op de Fatimiden en werd de grondslag voor het nieuw op te richten koninkrijk Jeruzalem.

## Achtergrond
Na het behaalde succes tijdens het Beleg van Antiochië in juni van 1098, verbleven de kruisvaarders de rest van dat jaar in het gebied. De bisschop Adhemar van Monteil was pas overleden, en Bohemund I van Taranto had Antiochië voor zichzelf opgeëist. Boudewijn van Boulogne was in Edessa gebleven, dat al begin 1098 was veroverd. De overige leiders hadden wat onenigheid over wat de volgende stappen zouden worden. In de tussentijd besloot Raymond IV van Toulouse Antiochië te verlaten om het fort Ma'arrat al-Numan te veroveren. Tegen het einde van dat jaar werden de overige infanterieën ongeduldig en wilden optrekken naar Jeruzalem.

## Aanloop
Eind december 1098 en begin januari 1099 besloten Robert van Normandië en Bohemunds neef Tancred om vazallen te worden van Raymond IV van Toulouse, die rijk genoeg was om hen te betalen voor hun diensten. Godfried van Bouillon had een nieuwe geldstroom gevonden in Edessa, die weigerde om zich ook aan te sluiten bij Raymond. Op 5 januari ontmantelden de volgelingen van Raymond de muren van Ma'arrat, om vervolgens op 13 januari de kust zuidelijk af te zakken, de meesten gekleed als pelgrims. Vaak ondervonden ze weinig weerstand van de moslims, sommigen wilden zelfs vrede sluiten en zorgden voor de bevoorrading.
Ondertussen vertrokken (rond februari) de overige kruisvaarders vanuit Latakia naar Jeruzalem, onder leiding van Godfried van Bouillon en Robrecht II van Vlaanderen die ook had geweigerd om bij Raymond in dienst te treden. Een korte tijd ging Bohemund van Taranto ook mee met deze stoet, maar om onduidelijke redenen brak hij dit weer af en ging weer terug naar Antiochië. Rond diezelfde tijd brak Tancred met Raymond, vanwege een onduidelijk meningsverschil, om vervolgens zich aan te sluiten bij Godfried.
Volgens geruchten volgde er nog een kruisvaardersleger naar het kamp van Godfried, die onder leiding stond van Gaston IV van Bearn. Onderweg sloegen de kruisvaarders het beleg voor Arqa. Het lukte de kruisvaarders echter niet om Arqa in te nemen en ze gaven het beleg op 13 mei op.
Na het beleg van de voorstad Arqa, boden de Fatimiden aan om zich over te geven als de kruisvaarders de stad Jeruzalem met rust zouden laten. Dit aanbod werd uiteraard afgeslagen. De Fatimidische gouverneur Iftikhar ad-Dawla begreep niet hoe de kruisvaarders zijn district zo dicht hadden kunnen naderen. Het leger van Raymond van Toulouse was intussen Tripoli binnengevallen en hij werd binnengehaald als een koning. Vervolgens werden Beiroet (19 mei), Tyrus (23 mei), Jaffa (29 mei) en uiteindelijk Ramallah (3 juni) ingenomen. Intussen had Godfried een leger onder leiding van Tancred en Gaston van Bearn naar Bethlehem gestuurd om het in te nemen, wat op 6 juni ook gebeurde.

## Beleg van Jeruzalem
Op 7 juni bereikte het grootste gedeelte van de kruisvaarders de stad Jeruzalem. De stad werd omsingeld en de kruisvaarders wilden dit op dezelfde manier doen als bij Antiochië, alleen zouden ze er nu zelf het meest onder lijden omdat water en voedsel schaars was. De stad was redelijk voorbereid op het beleg, en de Fatimidische gouverneur Iftikhar ad-Daula had vele christelijke bewoners al uit de stad verbannen. Van de circa 5000 ridders die deelnamen aan deze kruistocht waren er slechts 1500 over, samen met nog 12.000 krijgsmannen (van oorspronkelijk vermoedelijk 30.000) die aan deze lange reis hadden deelgenomen.
Godfried, Robrecht en Robert van Normandië, die nu ook bij Raymond vertrokken was, belegerden de stad vanuit het noorden richting de Toren van David. Aan de westkant was nu ook Raymond aangekomen, die op 13 juni een directe aanval op de muren uitvoerde. Deze aanval mislukte. Zonder water en met uitputtingsverschijnselen was de tijd niet aan de zijde van de kruisvaarders. Uiteindelijk kwam er weer een stroom met nieuwe rekruten op gang door de poort van Jaffa. Vervolgens werd er hout vanuit Samara gehaald om belegeringstorens te bouwen. Voedsel en water waren nog steeds schaars. Eind juni kwam het nieuws dat er een Fatimidisch leger vanuit Egypte op weg was naar Jeruzalem.

### Barrevoetse processie
Het moreel van de troepen verbeterde door een visioen van de priester Peter Desiderius. Deze had een geest gezien van Adhemar van Monteil, die hem vertelde dat de kruisvaarders drie dagen zouden moeten vasten en daarna in een barrevoetse processie rond de stadsmuren lopen, waarop de stad na negen dagen zou vallen (een herhaling van de processie door Jozua toen die de stad Jericho wilde veroveren). Al leden de manschappen honger, de volgende dagen hielden zij zich allen aan het vasten. Vervolgens gingen ze over tot de processie, waarbij trompetgeluiden en psalmen werden ingezet. De processies werden voorgegaan door Peter de Kluizenaar, Arnulf van Chocques en Raymond van Aguliers.
Men ging weer over tot bestorming van de stadsmuren en op 15 juli bereikte de belegeringstoren van Godfried de noordoostelijke poort. Vervolgens sprongen de gebroeders Lethold en Engelbert van Doornik als eersten op de stadsmuur, gevolgd door Godfried, diens broer Eustaas, Tancred en hun mannen. Al gauw volgde Raymond aan de westzijde, waar de druk verminderd was omdat veel moslimsoldaten naar de noordelijke muur waren gegaan ter ondersteuning. De volgende ochtend droeg Iftak af-Daula symbolisch de sleutel van de Toren van David over aan Raymond van Toulouse.

## Nasleep
Op 22 juli werd Godfried van Bouillon gekroond tot Advocatus Sancti Sepulchri (vrij vertaald: verdediger van het Heilige Graf), hij wilde geen koning worden in de stad waar Christus een doornenkroon moest dragen. Raymond, ook kandidaat voor het koningschap, had elke vorm van een titel geweigerd, en Godfried wist hem ook de sleutel tot de Toren van David te ontnemen. Daarna ging Raymond een pelgrimstocht in de omgeving maken. Ondertussen werd Arnulf van Chocques op 1 augustus benoemd tot Latijns patriarch van de stad en op 5 augustus tot Grieks patriarch. Nadat hij diverse burgers had bekeerd tot het orthodoxe geloof ontdekte hij de Relikwieën van het Heilig Kruis.
Op 12 augustus leidde Godfried een aanval bij de Slag bij Ashkelon, met de Relikwieën van het Heilige Kruis in de voorste linies. De slag eindigde met een overwinning voor de kruisvaarders. Velen zagen dit als een vervulling van de gehele kruistocht en keerden weer terug naar huis, achterlatend een honderdtal kruisvaarders die het Koninkrijk Jeruzalem stabiliseerden.